# Rhaetisch (taal)
Rhaetisch is een taal uit de antieke wereld, die werd gesproken in Raetia, in de oostelijke Alpen in Italië ten noordwesten van Venetië.
Er is weinig over bekend, omdat er haast geen inscripties zijn, die in het Oud-Italische alfabet geschreven zijn. Deze taal is uitgestorven rond 250 na Chr. toen Latijn er wijdverspreid was.
Mogelijk bestaat een relatie met Etruskisch en Lemnisch in de groep van de Tyrreense talen, maar zeker is dit niet.